# Pi Pavonis
Pi Pavonis (16 Pavonis) é uma estrela na direção da constelação de Pavo. Possui uma ascensão reta de 18h 08m 34.79s e uma declinação de −63° 40′ 05.0″. Sua magnitude aparente é igual a 4.33. Considerando sua distância de 138 anos-luz em relação à Terra, sua magnitude absoluta é igual a −1.20. Pertence à classe espectral Am.